# David Saint-Jacques
David Saint-Jacques (* 6. Januar 1970 in Québec) ist ein kanadischer Astronaut.

## Biografie
Saint-Jacques studierte Technische Physik an der École polytechnique de Montréal. Im Jahr 1998 erhielt von der britischen Universität Cambridge eine Promotion in Astrophysik, nachdem er zuvor Studien über die Instrumente des COAST-Teleskops und des kanarischen William-Herschel-Teleskops verfasst hatte. Darüber schloss Saint-Jacques 2005 seine Ausbildung zum Doktor der Medizin an der Universität Laval ab und arbeitete mehrere Jahre als Familienmediziner an der McGill University.
In den Jahren 1999 bis 2001 war Saint-Jacques an der Entwicklung und dem Betrieb des Subaru-Teleskops auf Hawaii beteiligt. Später wurde er Mitglied der astrophysikalischen Gruppe der Universität Montreal. Vor seiner Auswahl in den kanadischen Astronautenkader arbeitete Saint-Jacques als Arzt in einer Klinik einer Inuit-Siedlung in der kanadischen Provinz Québec. Außerdem lehrte er als Dozent an der medizinischen Fakultät der McGill University.

## Astronautentätigkeit
Am 13. Mai 2009 berief die kanadische Raumfahrtagentur (CSA) Saint-Jacques als Mitglied der dritten kanadischen Raumfahrergruppe in ihren Astronautenkader. Saint-Jacques absolvierte bis September 2011 zusammen mit US-amerikanischen Raumfahrern am Johnson Space Center in Houston die Ausbildung zum Missionsspezialisten. Seitdem arbeitet er im JSC in der Robotik-Abteilung, was auch die Ausbildung am European Robotic Arm enthält.
Vom 20.–26. Oktober 2011 gehörte er gemeinsam mit den Aquanauten Kommandant Shannon Walker (NASA), Takuya Ōnishi (JAXA) und Steve Squyres (Cornell University, University of North Carolina, Wilmington) zur NASA-Unterseemission NEEMO-15.
Am 16. Mai 2016 wurde Saint-Jacques für einen sechsmonatigen Aufenthalt an Bord der ISS nominiert. Er flog am 3. Dezember 2018 mit dem Raumschiff Sojus MS-11 zur ISS und arbeitete dort als Bordingenieur der ISS-Expeditionen 58 und 59. Er kehrte am 24. Juni 2019 zurück. Zuvor war er Ersatzmann für den Deutschen Alexander Gerst beim Flug Sojus MS-09.

## Privates
Saint-Jacques wuchs in Saint-Lambert, einer Vorstadt Montreals, auf und spricht fließend Englisch und Französisch. Zu seinen Hobbys zählen Radfahren, Klettern und Segeln.